# Robert Nowakowski
Robert Nowakowski (ur. 6 maja 1967 w Puławach) – polski piłkarz ręczny i trener, były reprezentant Polski (162 oficjalne spotkania i 709 bramki w kadrze seniorskiej), grający na pozycji lewoskrzydłowego. W najwyższej klasie rozgrywkowej w Polsce występował łącznie przez 18 sezonów, zdobywając w niej ponad 2500 goli. Król strzelców polskiej ekstraklasy sezonu 1997/1998 (416 bramek). Drugi w historii najlepszy strzelec ligowy klubu z Kielc – 1079 goli w 180 meczach (lepszy jest tylko Zbigniew Tłuczyński – 1113 bramek).

## Przebieg kariery

### Klubowej
W szkole podstawowej uprawiał wiele różnych dyscyplin, jednak najbardziej pociągała go koszykówka. Z uwagi na fakt, że w szkole średniej nie było takiej sekcji, musiał poszukać drużyny w innej grze zespołowej. W tym czasie ogłoszono nabór do ekipy piłki ręcznej. Jako że nie był to zbyt duży przeskok, bowiem miał niezłą koordynację ruchową, postanowił zgłosić się na treningi. W ten też sposób – w wieku 15 lat – rozpoczął przygodę ze szczypiorniakiem. Szybko trafił do młodzieżowych grup Wisły Puławy (jeszcze w 1982). W 1985 – podczas turnieju finałowego w Nowej Soli – wywalczył z drużyną juniorów starszych tytuł Mistrza Polski w tej kategorii wiekowej oraz po raz pierwszy został powołany do juniorskiej kadry narodowej. W tym czasie był już zawodnikiem zespołu seniorów Wisły, z którym występował w lidze międzywojewódzkiej (trzeci szczebel ligowy), szybko stając się jego wyróżniającą postacią. Regularne powołania do juniorskich reprezentacji Polski spowodowały, że wpadł w oko działaczom Hutnika Kraków i w 1987 przeszedł do drużyny pierwszoligowego beniaminka. Przez pierwsze blisko dwa lata ciężko było mu się przebić do składu, więc sporo czasu spędzał na ławce rezerwowych, a jeszcze więcej na trybunach. Był już niemal gotów wrócić do Puław, jednak w zespole przytrafiła się plaga kontuzji, trafił do pierwszego składu i już w debiucie zdobył 8 bramek. Od tej pory jego kariera potoczyła się już bardzo szybko. Regularnie grał w reprezentacji, będąc ważną postacią ekstraklasy. Po ośmiu sezonach spędzonych w Hutniku (najlepszy wynik to 4 miejsce w sezonie 1988/1989), w 1995 został zawodnikiem Iskry Kielce. W jej barwach zanotował pierwsze seniorskie sukcesy i najlepszy okres w karierze. Przez trzy sezony nie schodził z podium mistrzostw Polski, dwa razy wygrywając ligę (1995/1996 i 1997/1998), a raz zdobywając brązowy medal (1996/1997). W sezonie 1997/1998 rzucił aż 416 bramek w ekstraklasie (od 1990 żaden inny zawodnik nie zbliżył się nawet do granicy 300 goli zdobytych w jednych rozgrywkach). W 1998 niemal pewny był jego transfer do jednego z klubów Håndboldligaen (duńskiej ekstraklasy), ostatecznie jednak wyjechał do spadkowicza z niemieckiej Bundesligi Bayeru Dormagen, więc sezon 1998/1999 spędził na jej zapleczu. Jednak po roku – wygrywając grupę południową 2. Bundesligi – drużyna wróciła do najwyższej klasy rozgrywkowej. W Bundeslidze Nowakowski zadebiutował 29 sierpnia 1999, w przegranym 21:24 meczu 1 kolejki sezonu 1999/2000, w którym zespół zajął 15. miejsce i utrzymał się. Edycja 2000/2001 zakończyła się 17. miejscem, oznaczającym spadek, jednak po sezonie Kosa zdecydował się na powrót do Polski i grę w będącym wówczas w ligowej czołówce Śląsku Wrocław. Występował w nim jeden sezon (2001/2002) i zdobył kolejny brązowy medal MP. We Wrocławiu nękały go kontuzje, więc po roku klub nie przedłużył umowy. Powoli oswajał się z myślą o zakończeniu kariery, jednak w czasie letniej przerwy skontaktowali się z nim działacze z Kielc. Z uwagi na kontuzję podstawowego skrzydłowego pojawiła się szansa na grę. Jego przyjście zbiegło się w czasie z przejęciem zasłużonego klubu przez holenderskiego biznesmena Bertusa Servaasa. W czasie gry dla Vive (2002-2005) dorzucił do kolekcji trzy kolejne medale ligowe – złoty w 2003, srebrny w 2004 i brązowy w 2005. Ostatnią przystanią w karierze były Azoty-Puławy, gdzie w latach 2005-2008 pełnił funkcję grającego asystenta trenera Giennadija Kamielina.

### Reprezentacyjnej
Po czterech latach występów w kadrze juniorskiej, w 1989 zadebiutował w seniorskiej reprezentacji Polski. Grał w niej przez kilkanaście lat, jednak nigdy nie wziął udziału w dużej międzynarodowej imprezie (igrzyskach olimpijskich, mistrzostwach świata, czy mistrzostwach Europy). Mimo że był zawodnikiem wybitnym – jednym z najlepszych w historii polskiej piłki ręcznej – grał w czasach kryzysu reprezentacji w tej dyscyplinie. Dodatkowo, za każdym razem, kadra szczypiornistów miała pecha w losowaniach eliminacji do kolejnych turniejów mistrzowskich, trafiając na silnego przeciwnika, który potem na dużej imprezie zachodził daleko. Prześladowały go również kontuzje. To głównie z ich powodu (bezpośrednio, bądź z uwagi na zaległości treningowe, spowodowane urazami), za czasów swojej gry w kadrze, nie otrzymał powołania na żaden z trzech czempionatów z udziałem „biało-czerwonych” (Mistrzostwa Świata 1990, Mistrzostwa Europy 2002 i Mistrzostwa Świata 2003). Występy w kadrze zakończył w 2003 za kadencji selekcjonera Bogdana Zajączkowskiego, wygranymi eliminacjami do Mistrzostw Europy 2004.

### Trenerskiej
Po zakończeniu kariery zawodniczej pracował, jako szkoleniowiec Powenu Zabrze (2008–2010), z którym w pierwszym sezonie pracy awansował do ekstraklasy. Następnie prowadził dwa zespoły kobiecej Superligi: Piotrcovii Piotrków Trybunalski (2010–2011) oraz Pogoni Baltica Szczecin (2011–2012).

## Osiągnięcia
- Medale mistrzostw Polski:
  - Złoty  1996, 1998, 2003
  - Srebrny  2004
  - Brązowy  1997, 2005
- Puchar Polski:
  - Zdobywca  2003, 2004
  - Finalista